# Team Fouad Ahidar
Team Fouad Ahidar is een Belgische politieke partij, vernoemd naar de oprichter Fouad Ahidar.  

## Oprichting
Fouad Ahidar werd verkozen als Brussels parlementslid in 2004 voor sp.a, later Vooruit. Hij was een prominent lid van Vooruit Brussels en was fractievoorzitter. Na de racistische uitspraken van Vooruit-voorzitter Rousseau, nam hij in december 2023 ontslag uit Vooruit. In februari 2024 kondigde hij aan om met een eigen lijst op te komen in het Nederlandstalig kiescollege in Brussel voor de opkomende verkiezingen. In de loop van de campagne kwam Ahidar op voor betaalbaar wonen, veiligheid en koopkracht.

## Verkiezingen 2024
Bij de verkiezingen voor het Brussels Parlement op 9 juni 2024 behaalde de partij 16,47% van de stemmen en drie zetels met Fouad Ahidar, Najima El Arbaoui en Ilyas El Omari in de Nederlandstalige taalgroep. Daarmee werd Team Fouad Ahidar de tweede grootste fractie aan Nederlandstalige zijde, na Groen. Daarnaast behaalde de partij 17,97% en een van de zes zetels met M'Hamed Kasmi in het kiesgebied van de Brusselse leden van het Vlaams Parlement.
Voor de Kamer bleef de partij net onder de kiesdrempel: de lijst getrokken door Ammar Dabbour haalde 4,8%.
De partij neemt in verschillende Brusselse en Vlaamse gemeenten deel aan de gemeenteraadsverkiezingen van 13 oktober 2024.